# Joker: Folie à Deux (filmzene)
A Joker: Folie à Deux (Music from the Motion Picture) a 2024-es Joker: Kétszemélyes téboly című zenés pszichológiai thriller filmzenei albuma Joaquin Phoenix és Lady Gaga előadásában. 2024. október 4-én jelent meg a WaterTower Music és az Interscope Records gondozásában. Lady Gaga 2024. szeptember 27-én egy kísérőalbumot is kiadott a filmhez, Harlequin címmel.

## Kidolgozás
Bár a Joker (2019) eredetileg önálló filmnek készült, folytatás nélkül, később, 2019 novemberében kiderült, hogy már készül a folytatás. 2022 júniusában nyilvánosságra hozták, hogy a film címe Joker: Kétszemélyes téboly lesz, illetve ezen ponton már a forgatókönyv is készült. Ugyanebben a hónapban derült ki, hogy Gaga Harley Quinn szerepében csatlakozik Phoenixhez, aki az első részben is szerepelt.
2024. március 22-én a források megerősítették, hogy a filmzene 15 feldolgozást tartalmaz majd. Azt mondták, hogy leginkább erősen „egy zenegép-musical” felé hajlik majd, „nagyon ismert” dalok számos feldolgozásával és újraértelmezésével. Hildur Guðnadóttir zeneszerző kifejtette, hogy „sok zene” lesz a soundtrackhez, és elismerte, hogy a film egy olyan musical lesz, amelynek iránya „egyszerre logikus és nagyon meglepő”. A forgatáson készült felvételek Fred Astaire és Judy Garland 1948-as Easter Parade című musical duettjét, az A Couple of Swells című dalt és az első film eredeti tracklistájának egy részét idézték fel. A további beszámolók között szerepelt a That’s Entertainment! (1953) és a Cheek to Cheek című dal.

## Népszerűsítés és megjelenés
A Variety-nek nyilatkozva 2024 augusztusában a film rendezője, Todd Phillips megerősítette, hogy Phoenix és Gaga előadja a Get Happy, a For Once in My Life és a What the World Needs Now Is Love című dalokat. Az egyik első kedvcsinálót 2024. szeptember 3-án tették közzé, amelyben Gaga és Phoenix a Get Happy dalszövegét énekelte, amelyet Judy Garland előadása tett híressé. Ugyanezen a napon az Interscope Records előrendelhetővé tette a soundtrack bakelit és CD formátumát. A 2024. szeptember 18-án kiadott második teaserben Gaga a That’s Life című dalt énekelte, míg más promóciós anyagok a For Once in My Life és a What the World Needs Now Is Love című dalok részleteit tartalmazták.

## Az album dalai
| Joker: Folie à Deux (Music from the Motion Picture) | Joker: Folie à Deux (Music from the Motion Picture)           | Joker: Folie à Deux (Music from the Motion Picture)                            | Joker: Folie à Deux (Music from the Motion Picture) | Joker: Folie à Deux (Music from the Motion Picture) | Joker: Folie à Deux (Music from the Motion Picture) | Joker: Folie à Deux (Music from the Motion Picture) | Joker: Folie à Deux (Music from the Motion Picture) | Joker: Folie à Deux (Music from the Motion Picture) | Joker: Folie à Deux (Music from the Motion Picture) |
|                                                     | Cím                                                           | Szerző(k)                                                                      | Előadó(k)                                           | Hossz                                               |                                                     |                                                     |                                                     |                                                     |                                                     |
| --------------------------------------------------- | ------------------------------------------------------------- | ------------------------------------------------------------------------------ | --------------------------------------------------- | --------------------------------------------------- | --------------------------------------------------- | --------------------------------------------------- | --------------------------------------------------- | --------------------------------------------------- | --------------------------------------------------- |
| 1.                                                  | Slap That Bass / Get Happy / What the World Needs Now Is Love | Burt Bacharach George Gershwin Hal David Harold Arlen Ira Gershwin Ted Koehler | Nick Cave                                           | 3:16                                                |                                                     |                                                     |                                                     |                                                     |                                                     |
| 2.                                                  | For Once in My Life                                           | Orlando Murden Ron Miller                                                      | Joaquin Phoenix                                     | 2:49                                                |                                                     |                                                     |                                                     |                                                     |                                                     |
| 3.                                                  | If My Friends Could See Me Now                                | Cy Coleman Dorothy Fields                                                      | Lady Gaga Joaquin Phoenix                           | 3:12                                                |                                                     |                                                     |                                                     |                                                     |                                                     |
| 4.                                                  | Folie à Deux                                                  | Stefani Germanotta                                                             | Lady Gaga                                           | 1:44                                                |                                                     |                                                     |                                                     |                                                     |                                                     |
| 5.                                                  | Bewitched                                                     | Lorenz Hart Richard Rodgers                                                    | Joaquin Phoenix Lady Gaga                           | 2:58                                                |                                                     |                                                     |                                                     |                                                     |                                                     |
| 6.                                                  | That’s Entertainment                                          | Arthur Schwartz Howard Dietz                                                   | Lady Gaga                                           | 1:40                                                |                                                     |                                                     |                                                     |                                                     |                                                     |
| 7.                                                  | When You’re Smiling (The Whole World Smiles with You)         | Joe Goodwin Larry Shay Mark Fisher                                             | Joaquin Phoenix                                     | 1:45                                                |                                                     |                                                     |                                                     |                                                     |                                                     |
| 8.                                                  | To Love Somebody                                              | Barry Gibb Robin Gibb                                                          | Joaquin Phoenix Lady Gaga                           | 1:49                                                |                                                     |                                                     |                                                     |                                                     |                                                     |
| 9.                                                  | (They Long to Be) Close to You                                | Bacharach David                                                                | Lady Gaga Joaquin Phoenix                           | 2:48                                                |                                                     |                                                     |                                                     |                                                     |                                                     |
| 10.                                                 | The Joker                                                     | Anthony Newley Leslie Bricusse                                                 | Joaquin Phoenix                                     | 3:41                                                |                                                     |                                                     |                                                     |                                                     |                                                     |
| 11.                                                 | Gonna Build a Mountain                                        | Newley Bricusse                                                                | Lady Gaga Joaquin Phoenix                           | 3:18                                                |                                                     |                                                     |                                                     |                                                     |                                                     |
| 12.                                                 | I’ve Got the World on a String                                | Arlen Koehler                                                                  | Lady Gaga                                           | 2:05                                                |                                                     |                                                     |                                                     |                                                     |                                                     |
| 13.                                                 | If You Go Away                                                | Jacques Brel Rod McKuen                                                        | Joaquin Phoenix                                     | 3:19                                                |                                                     |                                                     |                                                     |                                                     |                                                     |
| 14.                                                 | Gonna Build a Mountain (Reprise)                              | Newley Bricusse                                                                | Joaquin Phoenix                                     | 1:52                                                |                                                     |                                                     |                                                     |                                                     |                                                     |
| 15.                                                 | That’s Life                                                   | Dean Kay Kelly Gordon                                                          | Lady Gaga                                           | 3:03                                                |                                                     |                                                     |                                                     |                                                     |                                                     |
| 16.                                                 | True Love Will Find You in the End                            | Daniel Johnston                                                                | Joaquin Phoenix                                     | 2:02                                                |                                                     |                                                     |                                                     |                                                     |                                                     |
| 41:21                                               |                                                               |                                                                                |                                                     |                                                     |                                                     |                                                     |                                                     |                                                     |                                                     |

## Helyezések
| Lista (2024)                                   | Legjobb helyezés |
| ---------------------------------------------- | ---------------- |
| Ausztria (Ö3 Austria)                          | 10               |
| Belgium (Ultratop Flandria)                    | 51               |
| Belgium (Ultratop Wallonia)                    | 29               |
| Egyesült Államok Top Album Sales (Billboard)   | 23               |
| Egyesült Államok Soundtrack Albums (Billboard) | 6                |
| Egyesült Királyság Compilation Albums (OCC)    | 9                |
| Egyesült Királyság Jazz & Blues Albums (OCC)   | 2                |
| Egyesült Királyság Soundtrack Albums (OCC)     | 1                |
| Franciaország (SNEP Album Top 100)             | 39               |
| Horvátország International Albums (HDU)        | 40               |
| Írország Compilations (IRMA)                   | 6                |
| Japán Hot Albums (Billboard Japan)             | 86               |
| Lengyelország Fizikai Albumok (ZPAV)           | 62               |
| Németország (Offizielle Top 100)               | 43               |
| Olaszország (FIMI)                             | 92               |
| Portugália (AFP Top 30 Albums)                 | 59               |
| Spanyolország (PROMUSICAE)                     | 44               |
| Svájc (Schweizer Hitparade)                    | 21               |

## Lásd még
- Harlequin (album)

## Fordítás
Ez a szócikk részben vagy egészben  a   Joker: Folie à Deux (soundtrack) című angol Wikipédia-szócikk fordításán alapul.  Az eredeti cikk szerkesztőit annak laptörténete sorolja fel. Ez a jelzés csupán a megfogalmazás eredetét és a szerzői jogokat jelzi, nem szolgál a cikkben szereplő információk forrásmegjelöléseként.